# ناوكي كانوما
ناوكي كانوما (باليابانية: 鹿沼 直生) (مواليد 7 ديسمبر 1997) هو لاعب كرة قدم ياباني.

## وصلات خارجية
- ناوكي كانوما على موقع رابطة كرة القدم اليابانية للمحترفين (اليابانية)
- ناوكي كانوما على موقع قاعدة بيانات كرة القدم.إي يو (الإنجليزية)
- ناوكي كانوما على موقع Soccerway.com (الإنجليزية)
- ناوكي كانوما على موقع عالم كرة القدم.نت (الإنجليزية)